# Chaetocladius aethiops
Chaetocladius aethiops är en tvåvingeart som först beskrevs av Maurice Emile Marie Goetghebuer 1939.  Chaetocladius aethiops ingår i släktet Chaetocladius och familjen fjädermyggor.
Artens utbredningsområde är Belgien. Inga underarter finns listade i Catalogue of Life.